# Luxusní statek
Luxusní statek je ekonomické označení zboží, po němž poptávka stoupá rychleji než úměrně s rostoucím příjmem. Luxusní zboží má tedy vysokou příjmovou elasticitu poptávky: čím jsou lidé bohatší, tím kupují více luxusního zboží. To ale také znamená, že pokud se sníží příjem, prudce poklesne i poptávka po luxusním zboží. Je třeba také zmínít, že příjmová elasticita poptávky se může velmi měnit v závislosti na výši příjmu. Luxusní zboží se proto může stát normálním nebo dokonce méněcenným zbožím.
Typickým luxusním zbožím jsou například některé značky automobilů, šperky nebo i některé druhy jídla.
V Česku sídlí nejvíce prodejen s luxusním zbožím v pražské Pařížské ulici.